# Locuțiune substantivală
Locuțiunea substantivală este un grup de cuvinte cu înțeles unitar care se comportă din punct de vedere gramatical ca un substantiv. Multe dintre ele sunt rezultatele substantivării verbului la infinitiv din cadrul locuțiunilor verbale.

### Exemple de locuțiuni substantivale
- aducere aminte = amintire
- nebăgare de seamă = neatenție
- bătaie de joc = batjocură
- ținere de minte = memorie
- părere de bine = satisfacție
- părere de rău =regret
- luare-aminte = grijă
- încetare din viață = moarte